# 赛场裁判员 (板球)
板球赛场裁判员(旧式法语单词nompere在意思上并不等同，例如：要求不是任何队的队员，以求公正) 就是在板球赛场上有权利根据板球规则而作出决定的人， 除了对投球的是否有效作出决定外，还可以对投球手的是否击中三柱门的诉诸裁判的申请作出裁决，以及在合法方式上的比赛的大体行为规则,裁判也对投球作出记录并且宣布一轮的结束。
板球裁判员不能跟主持国际大型比赛的比赛行为规则的裁判相混淆,国际比赛中行为规则的裁判不对比赛结果做任何决定。

## 总观
传统上，板球赛中有两个场地裁判在赛场上，,一个站在（投球手）投球区域的末端 ， 一个直接站在面对击球手的对面(通常，但不总是，在击球区安全区域线的附近的位置)。然而， 在现代游戏中, 可能有两个以上的场地裁判员；例如：对抗赛中有4个：两个场地裁判员,第三个能够重放录像,第四个照看赛球，为场地裁判员拿出饮品，也安排所有场地裁判员的行程和饮食。

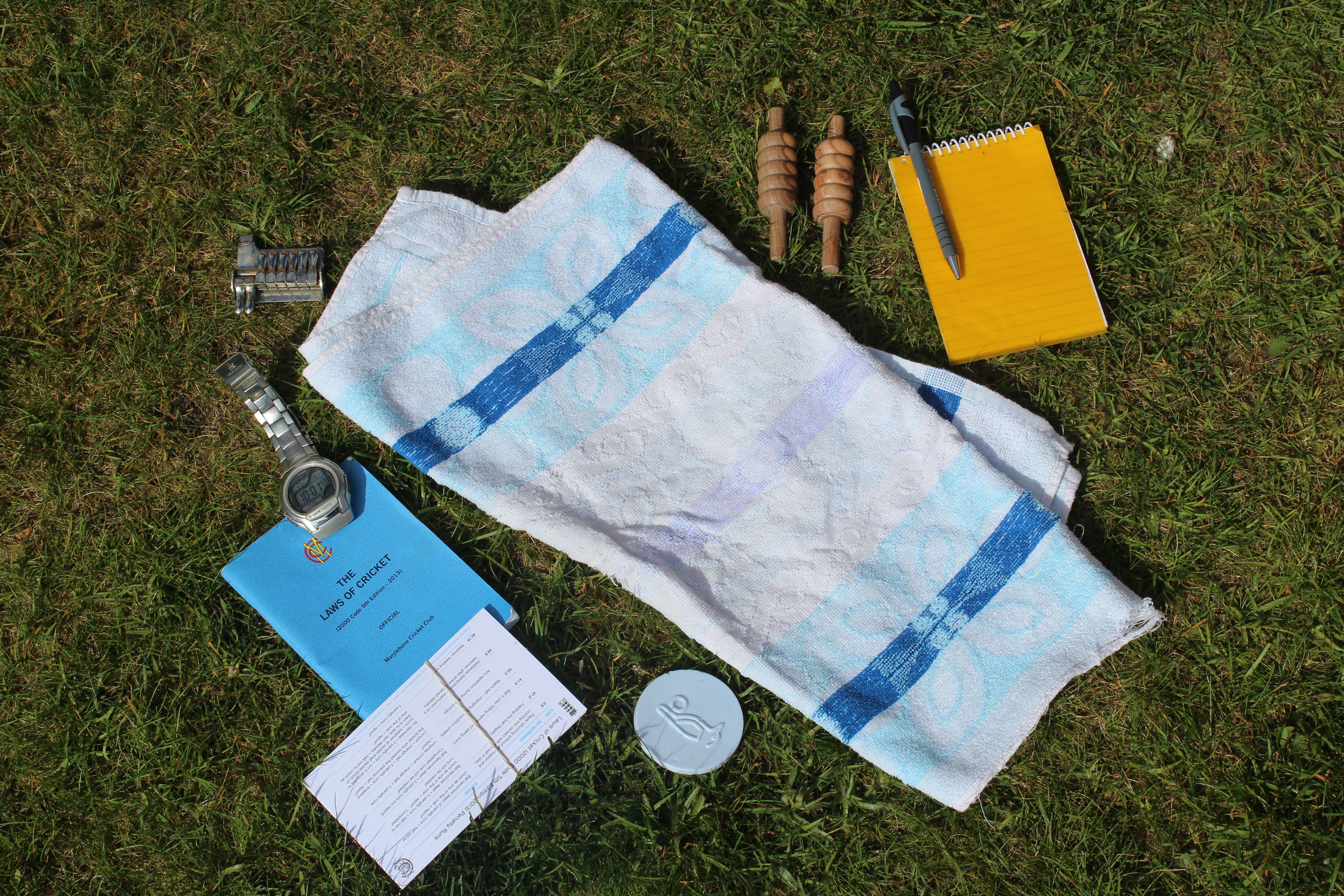

自从2002以来， 国际板球协会（ICC）有两个场地裁判员委员会：命名叫(名流场地裁判员委员会)Elite Panel of Umpires(从原则上来说,这两个委员会都会被委任为每个对抗赛)并且更大的(国际场地裁判员委员会)International Panel of Umpires.
职业比赛也有大型比赛裁判(match referee), 其执行场地裁判员的工作. 大型比赛的裁判并不对比赛相关的结果作出任何决定，但是却执行国际板球行为规范（ICC Cricket Code of Conduct, ）确保比赛在一种互相尊敬的态度下进行。ICC（国际板球协会）从它的名流场地裁判员委员会（Elite Panel of Referees）指定一名大型比赛的正规裁判来判决对抗赛（Test matches）和单日国际赛（One Day Internationals）.
小型的板球比赛通常有受训过的场地裁判员。板球场地裁判员和记分员独立协会(ACU&S),于1955年成立，过去常常来指导英国场地裁判的培训。然而， 根据协会委员的投票结果，它于2008年一月一日被一个新的组织所代替，英格兰和威尔士板球官方协会(ECB ACO)。 关于选票的结果仍然存在着怀疑，不像大选，输的一方不予算分，英格兰和威尔士板球官方协会（ECB ACO）已经定下来英国将来的场地裁判员和记分员培训计划和考试计划。澳大利亚的板球（Cricket Australia）已经引进两极制度认证计划并且最终所有的场地裁判员都将要求获得适当水平的资格认证。一些场地裁判为前任队员，而其他的裁判员则是直接进入板球场地裁判员的岗位,因此板球场地裁判员的年龄差别很大，身体上的残疾（Physical disability）也不一定是进入此行的障碍—在维多丽亚（Victoria）一个19岁大的大脑性瘫痪的人获得国家2级资格认证，在国家级的竞赛中担任场地裁判员，已经在全国范围内的狂欢式的游乐板球赛中担任场地裁判员，并且他的成就已经被维多丽亚板球协会机构（Cricket Victoria）认同。最小的场地裁判员获得2级资格认证是2009年在西澳大利亚15岁的大的男生。
不管怎么说,根据板球的传统，大多数普通的本地的比赛会有两个场地裁判员，每一方分配一个，公平地执行可以接受的比赛规则。

## 位置
当投球时,投手那端的场地裁判战在非击球手的三柱门的后面(也就是,投手那端),这样一来，场地裁判员能够直接看到球道。
第二个场地裁判员(击球手那端)会站在他认为他能最好地看到比赛的位置。以往悠久的传统,这通常会在左外场的附近---和三柱门平行，离击球手右侧几码远的位置—因此他有时也被叫做左外场的场地裁判员。
然而，如果捕手占据了左外场的位置而阻碍了这个场地裁判员的视线，或者如果是一个受伤击球手带有一个跑手的情况下，那么这个场地裁判员必须移到别的地方---典型的位置：或者短距离的移动，或者站在击球手对面的位置，如果左外场的裁判员选择站在那个位置，他必须通知双方击球手,攻方的队长以及他的同事。如果太阳落山而影响了在他那边左外场视线的清晰度,他也可能在下午稍晚时候移到那个位置。
取决于场地裁判员来避开球和比赛的队员。特别是，如果球被击打，队员尝试跑，然后在三柱门后面的场地裁判员通常会退到一边，以防跑出场地裁判员的视线范围。
在每一轮结束时,两个场地裁判员将会互相交换角色。因为在两轮之间两边投球手互相交换，这意味着他们只是短距离地移动。
如果第三个裁判员被任命，他能够观看重新播放的录像,在比赛期间的某些决定可以让其作出决定。第三个裁判员通常被用来以防队员跑出场地裁
判员的视线范围,在他们行动太快而肉眼跟不上的情况下。但也可以决定当两个场地裁判员不能决定是否球在被接住之前已经落了地情况下的边界
争议和接球等一些分歧.（但是不会决定球是否真地击到球板或者是击球手的手套）。第三个裁判员对于因腿 截球 LBW 出局的介绍已经被用在2002年斯里兰卡的国际板球协会冠军杯的预赛中（ICC Champions Trophy）以及在2007年英国国内英格兰和威尔士联赛Pro40的比赛中，
并且目前被用在国际比赛的预选赛中。

## 决 定 和 信 号
在比赛期间,在投球手端的裁判员做出决定,他主要通过移动手臂而指示.一些决定必须是瞬间的, 然而对其它的一些决定,他可能停下思考和左外场的场地裁判员讨论,特别是在左外场的场地裁判员有更好的观点时。

### 当球在被操作时
这些决定在比赛中有重要的影响会直接打信号。

#### 出局

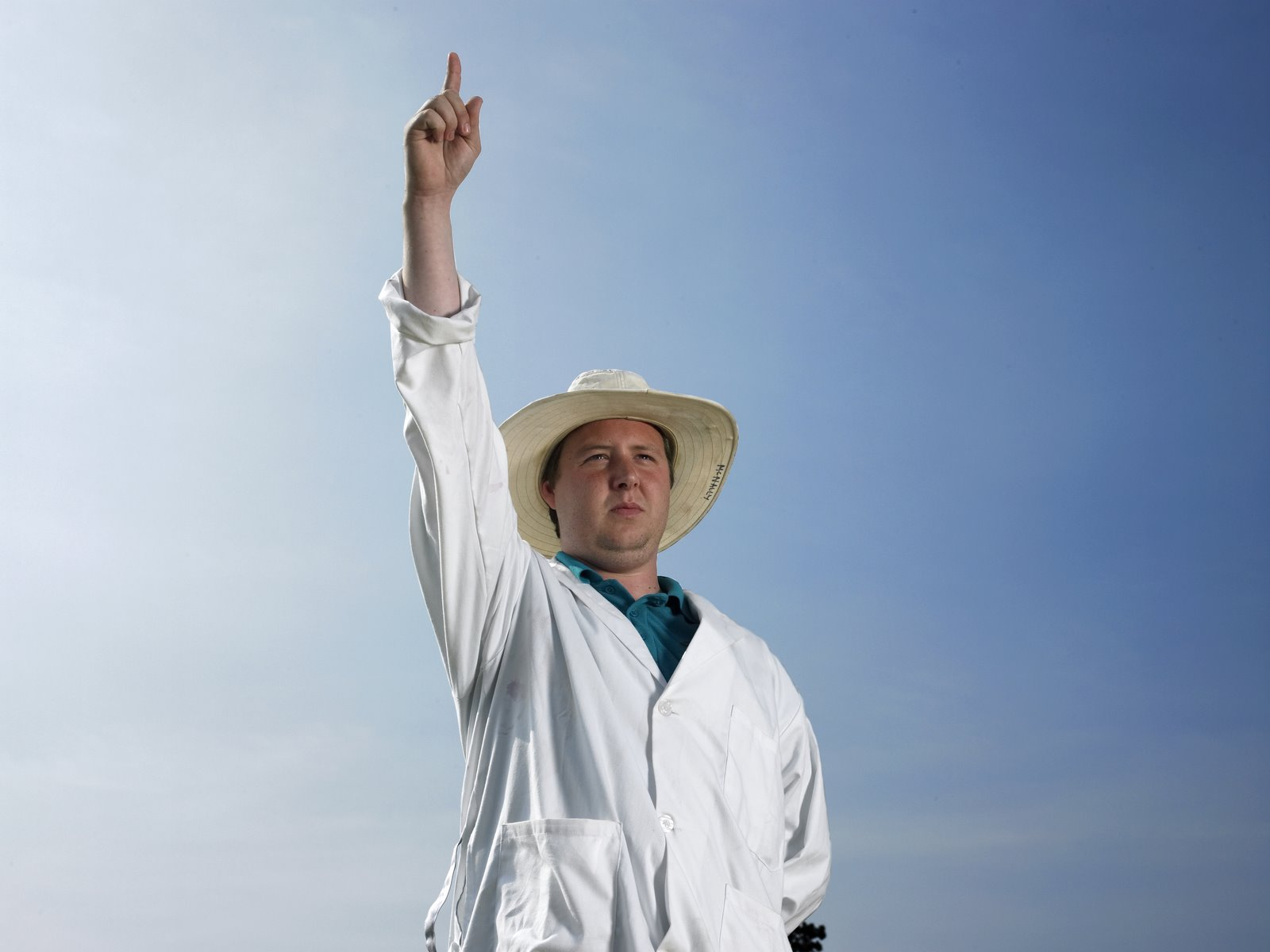
击球手出局，场地裁判员打信号。t

除非攻方诉诸裁判，否则裁判员不会判击球手出局,尽管如果击球手知道他自己已经出局,他可能自己走开。当今,这种情况很少发生，特别是在对抗赛和一级比赛中的有争议的决定; 然而, 击球手因击杀而出局,或者因接杀而明显的出局的情况下,自动走开是正常的. 如果接球方相信击球手出局,接球方必须诉诸裁判员,问 "那怎么样?", "Wot Wot" or "他怎么样?", (或者用其它的任何一种裁判员认为是诉诸裁判的方法。)
裁判员的反应或者是举起他的食指举过头顶来指示击球手出局,或者清楚地说：“不出局”，这通常伴随着摇头的姿势。 出局的信号是唯一计分员不必要知道的信号..

#### 坏球
裁判员或者宣布和打手势,坏球就是没有遵守规则的投球而击中三柱门, (bowled), 尽管每一个裁判员有他自己的唯一的判法. 坏球最常见的原因是脚的犯规或者球经过击球手的头部,这两种中的每一种都由投球手端的裁判员判定. 左外场裁判员很少必须宣布坏球, 因他的限制侵权判定很少发生,此 信号是水平地伸直一条胳膊而宣布"坏球",之所以这样做是因为他意识到所投出的球是坏球. .坏球并不给其六分,并大大降低了击球手出局的机会(从 11 到 5), 除了截杀外,最常用形式的出局都不被计算. 击球手可能试图得附加分,然而, 在国际板球协会的主持的比赛中, 如果场地裁判员感觉投球手的胳膊弯到超过15度(扔球而不是投球).因争议有关是否遵守规则或一些杰出的投球手的投球行动的负面影响, 国际板球协会已经选择修订规则24条第三款.(公平投球的定义—手臂）

#### 偏球
偏球是用来描述板球中没有合乎规范的投球,所谓的不合规范是因为"偏离击球手站立的位置并且球已经偏离地经过了他正常守球的位置." (规则25) 偏球wide的信号是平行地伸直手臂并且同时宣布偏球.在此局中偏球不记分,再一次减少击球手可能出局的可能性(从11到6; 因偏球而取消击中三柱门的成绩).如果投球既符合坏球也符合偏球,坏球的宣布和罚分将会优先,因此投球被认为是坏球,尽管它可能符合偏球的范围. 

#### 死球
如果球被考虑不能继续用于比赛中,或者它已经弹跳了太多次，这叫做死球dead ball.场地裁判员会在他的胸前交叉手腕然后再松开,这是死球的信号,根据某些规则他会被要求这么做,并且他认为有必要通知队员他会这么做。

### 给计分员的信号
计分员scorers 准确地记录下比赛是很重要的。因此当投球为死球时,裁判员要给出合适的信号。出了以下之外，裁判员重复给记分员死球,偏球和坏球的信号。记分员要求知道裁判员给出的信号；并且裁判员要求知道什么时候继续进行比赛。 

#### 四分
如果击球手通过击球过界而得四分（而不是得跑分），裁判员的在胸前前后挥动他的胳膊而指示四分four的信号。裁判间此信号大不相同,从两个短的,拘谨横过胸前而停止的挥动手臂，指示这个信号就像是乐队的指挥。不管哪种方式，场地裁判员必须根据规则指示得4分的信号，经过胸前而停止胳膊的摆动（为了避免混淆是否投球也是一个坏球）

#### 六分
六分six当击球过边界时,场地裁判员双手举过头顶，通常用一种庆贺的方式。强调得六分必须球脱离球板，对于球过界（没有被打倒）而有六分无接触得分是不可能的.

#### 无接触得分
如果因无接触得分而获得跑分,场地裁判员会将张开的手掌举过头顶。

#### 触身得分
Leg byes（触身得分） 的信号是裁判员触碰抬起的膝盖。

#### 不及跑
如果球在第一次投出后没有碰到这个人或击球安全区域线后面的设备,其中的一个击球手轮流完成跑, 那么 将会给出不及跑的信号， 场地裁判员将会用他的手指拍打他的接近的肩膀，不及跑不得分. 如果有两个以上的不及跑，场地裁判员将会通知所得的跑分值.
也有一种故意不及跑的现象，场地裁判员不允许所有的跑,尽管很少发生。

#### 闭路电视的回放
如果裁判员不能确信一个“两可”的“边界决定”，那就是截杀或者是持球撞柱的决定，或者如果场地裁判员不能确信这是一个四分球还是六分球场，或者 两个都不是， 他可以引荐这个事件到第三个裁判员那。除此以外裁判员可能也会将清楚的触地后并被接住的球（但是场上的裁判员已经咨询了另两个没有看到此情景的裁判员）的情况下才引荐给第三个裁判员。除了国际比赛和重要的国内比赛，否则不会使用第三个裁判员。 引荐这样事件的信号是使用双手来画出盒子形状来模仿电视屏幕。 

#### 罚分
因一方极其犯规，裁判员可能给另一方五个罚分.将一只手臂放在对方的肩膀上来指示罚分被奖给接球方，但是如果裁判员拍打那个肩膀，罚分被奖给击球队。
当球击到场上的外物,五个罚分是最通常的奖励方式，通常给予带帽盔的接球方. 

#### 最后的小时
在板球对抗赛和一级比赛中,比赛的最后一天的最后一个小时有特殊的重要性。首先，有最小量的轮数（在板球规则中为20轮,在对抗赛中为15轮）这是必须在最后的小时内投球的轮数。第二,更重要的是,在时间结束前必须达成结果。裁判员叫“持球撞柱”时比赛有获胜方；否则比赛以平局结束,没有胜方. 裁判员指向他的手腕而指示信号（带着手表的手腕）并将这只手腕举过头顶。

#### 取消最后的信号
如果裁判员指示了一个不正确的,他可以将其取消。如果裁判员发现不正确的规则应用方式，为了取消错误的信号,他将他的双臂交叉在其胸前，然后做出正确的信号。例如，在他意识到另一个裁判员已经做出坏球的信号之前他已经打了出局的信号，这时候可以取消出局的信号。还有，当裁判员计划打六分的信号却不小心地打了四分的信号，也可以取消这个四分的信号。随着决定再审系统的执行,如果第三个裁判员报告他的再审支持颠倒宣布的结果，那么这个信号也可以被取消。

#### 新球
在持续超过两天的比赛中,队长通常在进行一系列的轮数之后（通常是80轮）可以选择新球，自从引进新球以来（一局总是以一个新球开始）。在投球手端的裁判员给记分员结束的信号通过将球举过头顶而指示换用新球，计分员会记下新球开始采用的时间. 
如果球被耗损到给双方中的任意一方都带来不利的影响,它将会被用另一个相似条件的没有毁坏的用过的旧球代替。在2007年国际板球协会International Cricket Council(ICC)引进规定此条的新规则，在单日国际赛One Day Internationals中 ，投完35轮球后,赛球必须用一个干净的用过的旧球代替。用在单日国际赛One Day Internationals中的球是白色的，很容易变色，特别是在肮脏或粗厉的球道上，这样一来换球被认为就很有必要来确保赛球能被看得很清楚。看[1].

#### 挑战系统
在2008年底,国际板球场协会在国际比赛中开始试行挑战系统。这个工作如下；当场上裁判员做出决定（不管出局还是未出局）, 然后或者击球手或者接球方的队员（取决于决定倾向哪一方），能够决定将此决定引荐给第三个裁判. 这种信号是用胳膊做出 "T" 符号的形状。第三个裁判员能用唯一的基本的科技来判断是否有理由推翻场上裁判员的决定. 如果第三个裁判员决定场上裁判员做出了不正确的决定,然后他将通过耳麦通知场上裁判员他所看到的并且告诉他或者改变他的决定或者维持他的原决定. 这个系统正常只用于腿截球（来决定是否投球符合腿截球的标准）或者在决定后截杀(来决定是否球接触到球板或手套，这样被“击”）。类似网球中使用的相似的系统，每队每局都有两个挑战。 如果挑战的结果是颠倒场上裁判宣布的结果，此队保持这个挑战. 因此只有当球被抓住时,挑战才被扣除。 
此系统只在网球对抗赛中使用.

#### 由攻方或守方队长使用的权力赛
国际板球赛在单日国际赛中已经引进了由攻方和守方队长使用的权力赛系统.Powerplays ，限制30码圈外的捕手的数量。除了一局中的前十轮,每队的队长可以取消一个非重叠的持续5轮的由攻方或守方队长使用的权力赛。一旦队长决定使用权力赛,场地裁判员向前用他的胳膊画圈来指示权力赛的开始。

## 记录
从2010年8月9日起作为裁判员的大多数的对抗赛:
| 裁判员         | 期间         | 比赛 |
| -------------- | ------------ | ---- |
| Steve Bucknor  | 1989-2009    | 128  |
| Rudi Koertzen  | 1992-2010    | 108  |
| David Shepherd | 1985-2005    | 92   |
| Daryl Harper   | 1998-present | 90   |
| Darrell Hair   | 1992-2008    | 78   |

从2010年8月13日起作为裁判员的大多数的国际单日赛:
| 裁判员         | 期间         | 比赛 |
| -------------- | ------------ | ---- |
| Rudi Koertzen  | 1992-2010    | 209  |
| Steve Bucknor  | 1989-2009    | 181  |
| David Shepherd | 1983-2005    | 172  |
| Daryl Harper   | 1994-present | 166  |
| Simon Taufel   | 1999-present | 154  |

从2010年7月6日起作为裁判员的大多数的英格兰对印度的20场比赛:
| 裁判员         | 期间         | 比赛 |
| -------------- | ------------ | ---- |
| Simon Taufel   | 2007-present | 22   |
| Mark Benson    | 2007-2009    | 19   |
| Aleem Dar      | 2009-present | 18   |
| Billy Bowden   | 2005-present | 18   |
| Billy Doctrove | 2007-present | 17   |